# Fokko Alting Mees
Fokko Alting Mees (Appingedam, 27 november 1819 – Amsterdam, 1 juni 1900) was een Nederlandse advocaat, bankier, rechter, politicus en bestuurder.

## Leven en werk
Mees was een telg uit het geslacht Mees en een zoon van mr. Regnerus Tjaarda Mees en Margaretha Johanna Cornelia de Ravallet uit een Groningse notabelenfamilie.
Mees studeerde Romeins en hedendaags recht aan de Universiteit van Groningen. Hij begon zijn carrière als advocaat in zijn geboorteplaats. Nadien oefende hij vijfentwintig jaar de advocatenpraktijk uit in Nederlands-Indië. In 1870 werd hij aangesteld als president van de Javasche Bank. Vervolgens was Mees president van het Hoog-Gerechtshof en het Hoog-Militair Gerechtshof in Nederlands-Indië. Van 11 september 1876 tot 3 november 1877 was de conservatief-liberaal minister van Koloniën in het kabinet-Heemskerk-Van Lynden van Sandenburg. Van 1882 tot 1889 was hij lid van de Raad van State en vervolgens elf jaar president van de Nederlandsche Handel-Maatschappij.
Mees huwde twee keer. Uit het eerste huwelijk kreeg hij twee kinderen. Hij overleed in Amsterdam in 1900.
- Biografisch Portaal: 11287582
- Digitale Bibliotheek voor de Nederlandse Letteren: mees029
- Gemeinsame Normdatei: 141229934
- International Standard Name Identifier: 0000 0000 7915 3974
- Nederlandse Thesaurus van Auteursnamen: 072554355
- Parlement.com: vg09llircfwc
- Virtual International Authority File: 120839659
- WorldCat: E39PBJkMGryvxhMRCTTGgtB9Dq